# Oxyphyllum ulicinum
Oxyphyllum ulicinum Phil., 1860 è una specie di pianta angiosperma dicotiledoni della famiglia delle Asteraceae. È l'unica specie del genere Oxyphyllum Phil., 1860.

## Descrizione
Questa specie ha un habitus perenne arbustivo. Queste piante sono prive di lattice.
Le foglie lungo il caule sono disposte in modo alternato. Le foglie ascellari sono provviste di gruppi densi di spine (foglie semplici, lineari e immature). Le foglie dei fusti sono pennatifide (raramente sono intere) con spine sui segmenti e all'apice.
Le infiorescenze sono composte da capolini terminali raccolti in dense formazioni corimbose. I capolini, omogami e discoidi, sono formati da un involucro a forma da cilindrica a strettamente campanulata composto da brattee (o squame) all'interno delle quali un ricettacolo fa da base ai fiori di due tipi (più o meno): tubulosi (centrali del disco) e ligulati (periferici del raggio). Le brattee, simili a foglie ma con distinte spine apicali, disposte su 3 serie in modo embricato sono di vario tipo e consistenza. Il ricettacolo, glabro, a forma convessa è provvisto di pagliette.
I fiori sono tetraciclici (a cinque verticilli: calice – corolla – androceo – gineceo) e in genere pentameri (ogni verticillo ha 5 elementi). I fiori, pochi, sono dimomorfi: quelli esterni sono sterili è ognuno è sotteso da una brattea; quelli interni sono ermafroditi e fertili.
- Formula fiorale:

*/x K {\displaystyle \infty }, [C (5), A (5)], G 2 (infero), achenio
- Calice: i sepali del calice sono ridotti ad una coroncina di squame.
- Corolla: le corolle dei fiori esterni sono bilabiate: il labbro esterno è largo con tre corti denti all'apice; quello interno ha un lobo attorcigliato. Le corolle dei fiori interni sono simili a quelle dei fiori esterni ma il labbro interno è formato da due lunghi stretti lobi attorcigliati. Le corolle sono colorate di bianco-rosato.
- Androceo: l'androceo è formato da 5 stami con filamenti liberi e antere saldate in un manicotto circondante lo stilo.[10] Le antere in genere hanno una forma sagittata con lunghe appendici apicali intere. Le teche sono calcarate (provviste di speroni) e provviste di code. Il polline normalmente è tricolporato a forma sferica (può essere microechinato).
- Gineceo: il gineceo ha un ovario uniloculare infero formato da due carpelli.[10] Lo stilo è unico e con due stigmi divergenti. Gli apici degli stigmi sono troncati e sono ricoperti da piccole papille o in qualche caso da peli penicillati. L'ovulo è unico e anatropo.

I frutti sono degli acheni con pappo. Gli acheni dei fiori esterni sono abortivi. La forma degli acheni è fusiforme o cilindrica (raramente è compressa); le pareti sono ricoperte da coste (raramente sono presenti dei rostri) e sono glabre (o eventualmente setolose); il colore è marrone scuro. Il carpoforo (o carpopodium) è assente. Il pappo (raramente è assente) è formato da setole disposte su una serie sono barbate o piumose del tutto o a volte sono subpiumose solo apicalmente, ed è direttamente inserito nel pericarpo o connato in un anello parenchimatico posto sulla parte apicale dell'achenio.

## Biologia
- Impollinazione: l'impollinazione avviene tramite insetti (impollinazione entomogama tramite farfalle diurne e notturne).
- Riproduzione: la fecondazione avviene fondamentalmente tramite l'impollinazione dei fiori (vedi sopra).
- Dispersione: i semi (gli acheni) cadendo a terra sono successivamente dispersi soprattutto da insetti tipo formiche (disseminazione mirmecoria). In questo tipo di piante avviene anche un altro tipo di dispersione: zoocoria. Infatti gli uncini delle brattee dell'involucro si agganciano ai peli degli animali di passaggio disperdendo così anche su lunghe distanze i semi della pianta.

## Distribuzione e habitat
La specie di questa voce è distribuita nel Cile.

## Tassonomia
La famiglia di appartenenza di questa voce (Asteraceae o Compositae, nomen conservandum) probabilmente originaria del Sud America, è la più numerosa del mondo vegetale, comprende oltre 23.000 specie distribuite su 1.535 generi, oppure 22.750 specie e 1.530 generi secondo altre fonti (una delle checklist più aggiornata elenca fino a 1.679 generi). La famiglia attualmente (2021) è divisa in 16 sottofamiglie.

### Filogenesi
La sottofamiglia Mutisioideae, nell'ambito delle Asteraceae occupa una posizione "basale" (si è evoluta precocemente rispetto al resto della famiglia) ed è molto vicina alla sottofamiglia Stifftioideae. La tribù Nassauvieae con la tribù Mutisieae formano due "gruppi fratelli" ed entrambe rappresentano il "core" della sottofamiglia.
Il genere Oxyphyllum appartiene alla tribù Nassauvieae. In uno studio recente (2018) il genere di questa voce risulta appartenere ad un clade (interno alla tribù) formato dai generi Leucheria, Moscharia, Oxyphyllum e Polyachyrus.
I caratteri distintivi per le specie del genere Oxyphyllum sono:
- il portamento è arbustivo;
- le foglie pennatosette sono ridotte a delle spine;
- la corolla è bilabiata;
- i rami dello stilo sono incoronati da papille.